# Taxus floridana
Taxus floridana (тис флоридський, англ. Canada yew, фр. l'if du Canada) — вид хвойних рослин родини тисових.

## Поширення, екологія
Країни проживання: США (Північна Флорида). Майже повністю обмежений середньою і нижньою частинами схилів протягом кількох ярів уздовж області англ. Apalachicola River Bluffs. Ґрунти, як правило, вологі й кислі. Росте в асоціації з вічнозеленими і листяними породами, включно з другим рідкісним хвойним ендеміком, Torreya taxifolia. Флоридський тис зазвичай тіньовитривалий і дуже чутливий до вогню.

## Морфологія
Дводомний кущ або невелике дерево 2–5(10) м у висоту і 38 см діаметром. Гілки численні, товсті, розлогі, що утворюють неправильну крону. Кора пурпурно-коричнева, спершу гладка, з віком формує тонкі нерегулярні луски. Листки податливі, темно-зелені, 1–2.6(2,9) см × 1–2(2,2) мм, злегка серповиді, світло-зелені з 2 сірими смугами на нижній стороні. Пилкові шишки утворюються вздовж пагонів, жовті, відокремлені, діаметром 2–3 мм. Шишки, сформовані на нижній стороні пагонів, зелені м'ясисті аріли після дозрівання від оранжевого до червоного кольору, кожен з однією еліпсоїдною насіниною 5–6 мм. Шишка з насінням ≈ 2 см завдовжки, діаметром 1 см, дозріває на початку осені.

## Загрози та охорона
Вирубка соснових болотних лісів у 19 столітті разом з вибірковими рубками схилових лісів на початку 1900-х років, можливо, призвели до зменшення площі поширення і фрагментації середовища проживання у 19-му і 20-му століттях. Найбільш безпосередньою загрозою є відсутність регенерації. Діяльність білохвостого оленя також є проблемою, оскільки може призводити до загибелі окремих стебел. Оскільки полювання на охоронних територіях заборонене, число оленів в цих областях збільшується під час мисливського сезону (зима), що призводить до збільшення тиску на тис.